# Phoenix de Sherbrooke
Die Phoenix de Sherbrooke (englisch Sherbrooke Phoenix) sind ein kanadisches Eishockeyfranchise aus Sherbrooke in der Provinz Québec. Das Team wurde am 31. Mai 2011 gegründet und spielt ab der Saison 2012/13 in einer der drei höchsten kanadischen Junioreneishockeyligen, der Ligue de hockey junior majeur du Québec (LHJMQ). Die Mannschaft spielt im 4.176 Zuschauer fassenden Palais des Sports Léopold-Drolet. Die Teamfarben sind Marineblau, Hellblau und Beige. 

## Geschichte
Die Lewiston MAINEiacs waren im Jahr 2003 aus Sherbrooke nach Lewiston im US-Bundesstaat Maine umgesiedelt worden, wodurch die Stadt nicht mehr in der Ligue de hockey junior majeur du Québec vertreten war. Die MAINEiacs hatten eine erfolgreiche Zeit, ehe sie aufgrund finanzieller Schwierigkeiten nach der Saison 2010/11 für 3,5 Millionen US-Dollar von der Liga aufgekauft wurden. Zur Spielzeit 2011/12 wurde der Spielbetrieb daher eingestellt und die Anzahl der Mannschaften in der LHJMQ sank auf 17 Teilnehmer.
Gleichzeitig vergab die Ligaleitung die frei gewordene Lizenz an die Stadt Sherbrooke. Am 24. November 2011 gab Team-Präsident Denis Bourque bekannt, dass das Franchise den Namen Phoenix erhält. Die Offiziellen gaben dem Team bewusst einen Beinamen in englischer Sprache, da in der Stadt bereits ein kleineres Juniorenteam mit dem französischen Beinamen Phénix existiert.

## Saisonstatistik
Abkürzungen: GP = Spiele, W = Siege, L = Niederlagen, T = Unentschieden, OTL = Niederlagen nach Overtime SOL = Niederlagen nach Shootout, Pts = Punkte, GF = Erzielte Tore, GA = Gegentore, PIM = Strafminuten
| Saison  | GP  | W  | L  | OTL | SOL | Pts | GF  | GA  | Platz           | Playoffs                                                                            |
| 2012/13 | 68  | 21 | 38 | 3   | 6   | 51  | 188 | 282 | 6., Telus Ouest | Niederlage in der ersten Runde, 0:4 (Drakkar de Baie-Comeau)                        |
| 2013/14 | 68  | 16 | 43 | 4   | 5   | 41  | 180 | 300 | 6., Telus Ouest | nicht qualifiziert                                                                  |
| Gesamt  | 136 | 37 | 81 | 7   | 11  | 92  | 368 | 582 |                 | 1 Playoff-Teilnahme 1 Serie: 0 Siege, 1 Niederlage 4 Spiele: 0 Siege, 4 Niederlagen |